# アイリーン・ニアン
アイリーン・マリー・"ディディ"・ニアン（Eileen Mary "Didi" Nearne MBE, 1921年3月15日 - 2010年9月2日頃）は、イギリスのスパイ。第二次世界大戦中に存在した諜報機関である特殊作戦執行部(SOE)のエージェントであり、コードネーム「ローズ」(Rose)としてヴィシー・フランスに潜入、通信士として活動した。

## 経歴
1921年、ロンドンにてイギリス人の父ジョン・ニアン(John Nearne)とスペイン人の母マリー・デ・プラソアラ(Marie de Plazoala)の元、4人兄弟の末っ子として生を受ける。彼女の姉ジャクリーン・ニアン、兄のフランシス(Francis)もまた、後にSOEのエージェントとなっている。
1923年、一家はフランスに引っ越した。幼少期をフランスで過ごした為、アイリーンはフランス語を流暢に話すことができるようになった。ナチス・ドイツのフランス侵攻が始まっても一家はフランスのグルノーブルに留まっていたが、アイリーンとジャクリーンはバルセロナ、マドリード、リスボン、ジブラルタル、グラスゴーを経由してロンドンへと戻った。イギリス本土へ到着した後、姉妹は婦人補助空軍(WAAF)に入隊して阻塞気球の運用に携わっていたが、まもなくしてSOEに引きぬかれている。当初、アイリーンは通信士として本土に勤務し、ジャクリーンは連絡員としてフランスへと派遣されていた。彼女らは姉妹の間であってもSOEの職務について明かしてはならないとされていたが、実際には互いの職務について話し合うこともあったという。
1944年3月2日深夜から3日未明、アイリーン・ニアンはSOE所属のライサンダー連絡機によってジーン・サヴィと共にフランス・アンドル県サン＝ヴァランタンへと派遣された。フランス潜伏中、彼女はマドモアゼル・ドゥ・トート(Mademoiselle du Tort)、ジャクリーヌ・ドゥテルテ(Jacqueline Duterte)、アリス・ウッド(Alice Wood)などの偽名を使った。またSOEエージェントとしては「ローズ」(Rose)のコードネームで呼ばれていた。ジーン・サヴィの使命は抵抗運動の資金調達を援護する為の連絡網「ウィザード」(Wizard)をパリに設置することで、ニアンは無線士としてこれの支援にあたった。この作戦は「ミッチェル作戦」(Operation Mitchel)の作戦名で呼ばれた。ニアンはロンドンとの通信を担当し、以後の5ヶ月間に彼女の手で105通のメッセージがロンドンへと送信された。
その後、サヴィはV1飛行爆弾に関する重要情報を届けるべく、ニアンを残してロンドンに向かうこととなった。なお、ニアン自身は知らなかったものの、サヴィが帰国の為に乗り込んだ連絡機には15ヶ月間の現地任務を完了したジャクリーン・ニアンが同乗していた。サヴィがフランスを離れた後、ニアンは連絡網「スピリチュアリスト」(Spiritualist)の一員として活動した。
1944年7月、通信が傍受され、アイリーン・ニアンはゲシュタポに逮捕された。彼女はソセエ通りに設置されていたゲシュタポ支部に連行され、氷風呂での水攻めなど激しい拷問に晒されながらも沈黙を守り、機密情報を漏らそうとはしなかった。
拷問の中で、彼女は「通信は実業家に依頼されたものであって、彼が英国人だとは知らなかった」と繰り返し語った。1944年8月15日、彼女は刑務所での労役を拒否した後、ラーフェンスブリュック強制収容所に送られることとなった。この時、彼女の髪の毛は剃り落とされ、これ以上拒否するならば射殺すると言われたという。その後、さらにシレジアの強制労働収容所に移された。伝えられるところでは、この収容所でも彼女は拷問に晒されたという。
1945年4月13日、同じ労働班に所属していたフランス人女性2人と共に脱走して森へ逃げ込んだ。マルククレーベルクでは親衛隊(SS)の現地部隊によって一時逮捕されたが、虚偽の証言でSS隊員らを欺き釈放されている。その後、アメリカ陸軍によって救出されるまで、ライプツィヒで聖職者の元に潜伏していたという。

## 受章
終戦後、彼女はフランス政府から第二次世界大戦戦功十字章を授与されている。1946年2月19日、戦時中のフランスでの活動を讃えられ、英国王ジョージ6世により大英帝国勲章メンバー級(MBE)が授与された。

## 戦後
終戦後、アイリーン・ニアンは姉のジャクリーンと共に暮らしたが、『ニューヨーク・タイムズ』紙が報じるところによれば、彼女は「戦時中の活動による精神的な問題」に苦しめられていたという。1982年に姉ジャクリーンが死去した後はトーキーに移り、死去するまでそこに暮らした。2010年9月2日、彼女が暮らしていた海辺のフラットの中で、心臓発作により死去しているのが発見された。遺体の発見までの数日間は誰にも気付かれず放置されていたとされる。彼女は1997年にドキュメンタリー番組『Timewatch』に出演して戦時中の活動について語っていたが、この時はかつらを被ってフランス語を話し、また「ローズ」というコードネームのみを名乗っていた為、彼女の戦時中の活動について知る者は周囲にほとんどいなかった。彼女の死後、フラットを捜索した当局によって戦時中の活動に関する書類や勲章が発見されたことで、ようやく彼女が「エージェント・ローズ」であったことが公に明らかになった。
イタリアで生活しているニアンの姪は、彼女が「孤独な老女」として報じられていることについて不満を述べ、「確かに私はイギリス暮らしではありませんが、アイリーンおばさんとはいつも親しかったし、何度も彼女の元を訪問しました。6ヶ月前にも会っています。彼女は常に家族みんなから愛されていました」と語っている。
ニアンの葬儀は2010年9月21日にトーキーのローマ・カトリック教会(Our Lady Help of Christians and St Denis Roman Catholic Church)で行われ、費用はトーベイ&地域葬儀サービス(Torbay & District Funeral Service)が提供した。追悼の言葉は特殊部隊クラブ会長のエイドリアン・ストーンズ(Adrian Stones)が述べた。生前の希望に従い、彼女の遺体は火葬された後、その遺灰は海に撒かれた。BBC Oneの番組エア・ハンターズのシリーズ6エピソード1ではアイリーン・ニアンの遺産£13,000の行方が特集され、イタリアに暮らしている姪がこれを相続したという。